# Bir Jdid
Bir Jdid (en arabe : البير الجديد, qui signifie littéralement « le nouveau puits » ; en transcription berbère : ⴱⵉⵔ ⵊⴷⵉⴷ) est une ville du Maroc. situé dans la région d'El Jadida

## Sport
Au niveau du sport, la ville de Bir-Jdid a vue la création de son 1er club sportif dans les annèes 1930 dont son équipe de football avait participé en Botola sous l'ère de la LMFA.

Voir : 